# Jackson (Louisiana)
Jackson és una població dels Estats Units a l'estat de Louisiana. Segons el cens del 2000 tenia 4.130 habitants.

## Demografia
Segons el cens del 2000, Jackson tenia 4.130 habitants, 841 habitatges, i 596 famílies. La densitat de població era de 356,7 habitants/km².
Dels 841 habitatges en un 33,5% hi vivien nens de menys de 18 anys, en un 44,8% hi vivien parelles casades, en un 21,6% dones solteres, i en un 29,1% no eren unitats familiars. En el 26,9% dels habitatges hi vivien persones soles el 10,2% de les quals corresponia a persones de 65 anys o més que vivien soles. El nombre mitjà de persones vivint en cada habitatge era de 2,54 i el nombre mitjà de persones que vivien en cada família era de 3,08.
Per edats la població es repartia de la següent manera: un 15,1% tenia menys de 18 anys, un 12% entre 18 i 24, un 44,5% entre 25 i 44, un 22% de 45 a 60 i un 6,5% 65 anys o més.
L'edat mediana era de 36 anys. Per cada 100 dones de 18 o més anys hi havia 264,7 homes.
La renda mediana per habitatge era de 27.455 $ i la renda mediana per família de 32.450 $. Els homes tenien una renda mediana de 20.917 $ mentre que les dones 17.896 $. La renda per capita de la població era de 12.039 $. Entorn del 18,7% de les famílies i el 27,2% de la població estaven per davall del llindar de pobresa.

## Poblacions més properes
El següent diagrama mostra les poblacions més properes.